# Durin
Pour les articles homonymes, voir Durin (homonymie).
Dans la mythologie nordique, Durin (ou Durinn) est le deuxième nain, après Mótsognir, créé par les dieux à partir des vers trouvés dans le cadavre du géant Ymir. Son histoire nous est notamment rapportée par la Völuspá, poème mythologique médiéval. 
Dans son légendaire, J. R. R. Tolkien réinterprète le personnage de Durin : il est notamment l'un des sept pères des Nains de la Terre du Milieu, conçus par le Vala Aulë. Le nom est également repris pour plusieurs personnages.

## Mythologie nordique
En vieux norvégien, Durinn signifie « somnolent » ou « gardien de la porte ». 

## Dans l'œuvre de Tolkien

Emblème de Durin l'Immortel, d'après la description de la gravure sur les portes de la Moria dans Le Seigneur des anneaux de J. R. R. Tolkien.

### Histoire

#### Durin I et la réincarnation
Durin était l'aîné des Pères des Nains, et il semble qu'il ait été le seul à ne pas avoir de compagne conçue par Aulë. Celui-ci le plaça sous le mont Gundabad, où il s'éveilla à une date indéterminée. Comme le chanta Gimli à ses compagnons, Durin voyagea pendant quelque temps avant de s'établir dans les grottes naturelles qui surplombaient le Kheled-zarâm, sur le versant est des Monts Brumeux. Ainsi fut fondé Khazad-dûm. Selon la légende, il vécut si longtemps qu'il reçut le surnom de Trompe-la-Mort (Deathless). Il finit toutefois par disparaître avant la fin du Premier Âge.
Mais Aulë avait donné aux Nains un privilège qui les distinguait des Elfes et des Hommes : leurs Pères ne mouraient pas, mais ils tombaient dans une sorte de coma qui durait jusqu'à ce que toute la fatigue et les blessures qu'ils avaient subies aient été guéries. Le Père s'éveillait alors et devenait roi. Cela arrivait lorsque le roi sortant n'avait pas d'enfant.
« Là, il vécut si longtemps que sa renommée s’étendit de par les terres, et on le surnomma Durin l’Immortel. Il mourut pourtant, avant la fin des Jours Anciens, et sa tombe se trouve à Khazad-dûm, mais sa lignée ne s’éteignit jamais, et par cinq fois naquit dans sa Maison un héritier si semblable à son Aïeul qu’il reçut le nom de Durin. Les Nains le prenaient en fait pour une nouvelle incarnation de l’Immortel ; car ils ont d’étranges récits et croyances au sujet de leur propre race, et du sort qui leur est réservé dans le monde. » — Le Seigneur des Anneaux — Appendice A

#### De Durin II à Durin VI
- Durin II : Nous ignorons tout de lui. Il est considéré par les nains comme la première réincarnation de Durin I de par leurs ressemblances.
- Durin III (v. 1600 S.A.) : Les Nains croyaient que Celebrimbor lui remit en personne l'un des Sept anneaux des Nains[2].
- Durin IV : Nous ignorons tout de lui si ce n'est qu'il descend de Durin III[3].
- Durin V : Nous ignorons tout de lui.
- Durin VI (1731 - 1980 T.A.) : Lui et son fils Náin I furent tués par le Balrog de la Moria. Le fils de Náin I, Thráin I sera connu comme le Premier Roi sous la Montagne (Erebor).

#### Durin VII
Lorsque Dáin II devint roi du peuple de Durin, en 2941 T.A., on prophétisa que le prochain Durin serait issu en droite lignée de lui, mais qu'il serait sa dernière réincarnation. Et en effet, Durin, sixième et dernière réincarnation de Durin Ier, vint au monde au cours du Quatrième Âge, descendant lointain de Thorin III Casquenpierre. Il revint à la Moria, qui fut réoccupée par les Nains du Peuple de Durin.

### Adaptations
En 2022, dans la série Le Seigneur des Anneaux : Les Anneaux de pouvoir, Durin III est interprété par Peter Mullan et Durin IV par Owain Arthur. Dans cette série, Durin IV est interprété comme étant le fils de Durin III.